# Broedparasiet

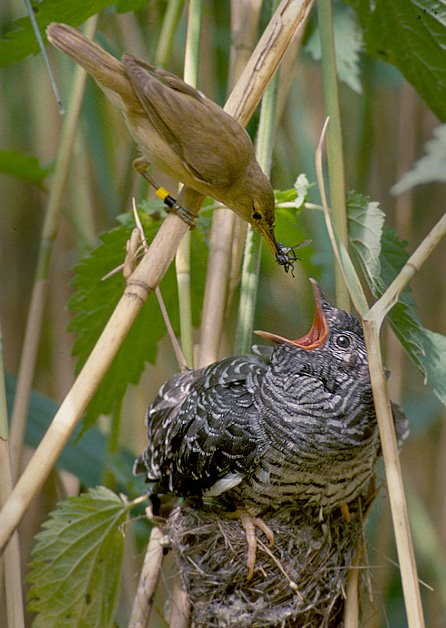
Karekiet voedt het veel grotere jong van de Europese koekoek

Een broedparasiet is een dier dat zijn eieren in het nest van een andere diersoort legt om zo niet de moeite te hoeven nemen om zijn eigen jongen uit te broeden, te beschermen, te voeden of groot te brengen.
In het algemeen komt broedparasitisme voor bij vogels en insecten. Bij vogels toont de parasiet of zijn broed gewoonlijk kenmerken die de gastouders misleiden. Bij insecten is hier vaak geen sprake van, omdat de meeste geparasiteerde soorten niet bij of in hun nest blijven.
In het huidige wetenschappelijke spraakgebruik is parasitisme een vorm van symbiose, letterlijk samen leven, waarbij de individuen minstens een deel van hun levenscyclus gezamenlijk doorbrengen. Bij de nestroof die door veel vogelsoorten bedreven wordt, spreken we dus niet van parasitisme.
Er worden twee soorten broedparasitisme onderscheiden:
- interspecifiek parasitisme: tussen soorten,
- intraspecifiek parasitisme: binnen een soort of tussen zeer nauw verwante soorten die onderling vruchtbare nakomelingen kunnen voortbrengen.

Bij de intraspecifieke vorm is de aanduiding parasitisme mogelijk niet altijd juist: afhankelijk van omstandigheden kan het ook opgevat worden als een vorm van gemeenschappelijk broeden.

## Vogels
In Afrika is een aantal soorten koekoeken broedparasiet. Daarnaast zijn er in Afrika broedparasieten in totaal ander vogelfamilies zoals de Viduidae; de langstaartparadijswida is hiervan een voorbeeld. Ook de soorten uit de familie van de honingspeurders (Indicatoridae) zijn allemaal broedparasiet. In Noord-Amerika zijn sommige vogels uit de troepialenfamilie, zoals de koevogel, broedparasiet. Zuid-Amerika kent een eend die broedparasiet is, en daarom toepasselijk koekoekseend heet.
In Europa zijn maar twee vogelsoorten als broedparasiet bekend, namelijk de Europese koekoek en de kuifkoekoek. Het vrouwtje van de Europese koekoek specialiseert zich op een bepaalde soort, en legt eieren die in kleur en tekening aangepast zijn aan de gastsoort. Bij soorten die een verdediging hebben ontwikkeld, bijvoorbeeld door het geparasiteerde nest in de steek te laten of het vreemde ei te verwijderen, lijkt het koekoeksei gewoonlijk meer op het origineel dan van soorten waarbij zo'n verdediging niet of zwak ontwikkeld is. De kuifkoekoek legt zijn eieren bij kraaiachtigen in het nest, vaak bij eksters.
Er zijn ook vogelsoorten, met name eendachtigen, waterhoen (rallen), zwaluwen en de huismus, de spreeuw en de roek, waar wijfjes proberen een of meer eieren in een nest van een soortgenoot of van een nauw verwante soort te leggen. Deze wijfjes broeden zelf echter ook, en de soorten zijn vermoedelijk niet afhankelijk van dit gedrag.

## Insecten

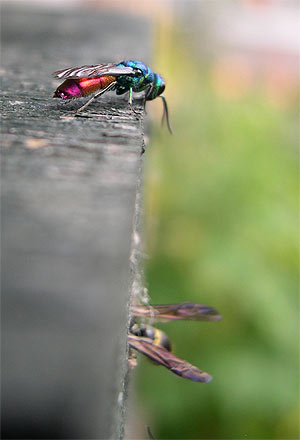
Goudwesp, loerend naar een plooivleugelwesp

Bij de insecten dragen de koekoekshommels hun naam niet toevallig: de zeven soorten hiervan parasiteren elk op een andere hommelsoort, sommige op twee soorten, zodat minstens negen soorten geparasiteerd worden. Van de goudwespen of koekoekswespen zijn zo'n drieduizend soorten bekend, die alle parasiteren. Ze leggen hun ei in nesten van plooivleugelwespen, en de larve eet ei en voedselvoorraad op.
Het gentiaanblauwtje is een vlinder waarvan de larve in een mierennest opgroeit. De mieren slepen de larve als prooi mee naar hun nest; in het mierennest gaat de larve geurstoffen (feromonen) afscheiden, welke precies overeenkomen met de geur van de larven van bepaalde mieren (mimicry). De mieren zien de rups niet langer als prooi en deze kan zich ongestoord tegoed doen aan de larven van de mieren.
Een dergelijk trucje kennen ook bepaalde kevers, zoals de zuidelijke mierenzakkever.

## Vissen
In het Tanganyikameer is een vis bekend, Synodontis multipunctata, die zijn eieren laat uitbroeden door muilbroeders van een andere soort, namelijk door muilbroedende Cichliden.